# デバカ郡 (ニューメキシコ州)
デバカ郡（De Baca County）は、アメリカ合衆国ニューメキシコ州にある郡。人口は1,698人（2020年）。郡庁所在地はフォートサムナーである。

## 地理
総面積は6,045 km²。陸地面積は6,021 km²で、水面積は23 km²で全体の0.38%である。
座標: 北緯34度28分18.01秒 西経104度14分44.02秒 / 北緯34.4716694度 西経104.2455611度

## 近接する郡
- グアダルーペ郡 (ニューメキシコ州) - 北
- クワイ郡 (ニューメキシコ州) - 北東
- ルーズベルト郡 (ニューメキシコ州) - 東
- チャベス郡 (ニューメキシコ州) - 南
- リンカーン郡 (ニューメキシコ州) - 西

## 人口統計
以下は2000年の国勢調査における人口統計データである。
基礎データ
- 人口: 2,240人
- 世帯数: 922世帯
- 家族数: 614家族
- 人口密度: 0/km² (1/mi²）
- 住居数: 1,307軒
- 住居密度: 0/km² (1/mi²)

人種別人口構成
- 白人: 84.02%
- アフリカン・アメリカン: 0.04%
- ネイティブアメリカン: 0.94%
- アジア人: 0.22%
- その他の人種:12.54%
- 混血(2人種間以上の): 2.23%
- ヒスパニック・ラテン系: 35.27%

世帯と家族（対世帯数）
- 全世帯数: 922世帯
- 18歳未満の子供がいる:27.20%
- 結婚・同居している夫婦: 56.60%
- 未婚・離婚・死別女性が世帯主: 7.30%
- 非家族世帯: 33.30%
- 単身世帯: 30.80%
- 65歳以上の老人1人暮らし: 18.00%
- 平均構成人数
  - 世帯: 2.35人
  - 家族: 2.96人

年齢別人口構成
- 18歳未満: 24.10%
- 18-24歳: 5.70%
- 25-44歳: 21.70%
- 45-64歳: 23.20%
- 65歳以上: 25.40%
- 年齢の中央値: 44歳
- 性比（女性100人あたり男性の人口）
  - 総人口: 96.00人
  - 18歳以上: 92.10人

収入と家計
- 収入の中央値
  - 世帯: 25,441米ドル
  - 家族: 32,870米ドル
  - 性別
    - 男性: 25,833米ドル
    - 女性: 18,487米ドル
- 人口1人あたり収入: 14,065米ドル
- 貧困線以下
  - 対家族: 13.60%
  - 対人口: 17.70%
  - 18歳未満: 23.30%
  - 65歳以上: 15.00%

## 村
- フォートサムナー（郡庁所在地）
- Lake Sumner